# شوالیه سبز
شوالیه سبز (انگلیسی: The Green Knight) فیلمی در ژانر حماسی و فانتزی تاریخی به نویسندگی، تهیه‌کنندگی، تدوین و کارگردانی دیوید لاوری است که در ۳۰ ژوئیه سال ۲۰۲۱ (۸ مرداد ۱۴۰۰) اکران شد. از بازیگران آن می‌توان به دو پتل، آلیسیا ویکاندر، بری کیوگن، ساریتا چودری، شان هریس، و رالف اینسون اشاره کرد.
این فیلم بر اساس منظومه آرتورین در قرن چهاردهم با نام سر گاواین و شوالیه سبز ساخته شده‌است.

## داستان
این فیلم داستان قرون وسطایی سر گاوین و شوالیه سبز را بازگو می‌کند، دربارهٔ مردی جوان که باید با موجودی بزرگ روبرو شود که….